# Sammy va cap al sud
Sammy va cap al sud (Sammy Going South en el seu títol original en anglès al Regne Unit i A Boy Ten Feet Tall als Estats Units) és una pel·lícula de l'any 1963 dirigida per Alexander Mackendrick i protagonitzada per Fergus McClelland i Edward G. Robinson, la qual fou emesa per TV3 per primera vegada el 10 d'agost del 1997.

## Argument
Port Saïd, Egipte, novembre del 1956. S'agreuja la crisi del canal de Suez. En un bombardeig, el petit Sammy Hartland (Fergus McClelland) perd els pares i se n'ha d'anar a Durban (Sud-àfrica), ja que hi viu la seua tieta Jane (Zena Walker). Amb l'ajut d'un jove sirià que trafica amb armes, Sammy travessa el desert i les muntanyes fins a arribar a Luxor. El gener del 1957 ja és al Sudan. Remunta el riu Nil en vapor i segueix cap a l'interior del continent. Fugint d'una dama anglesa i del grec Spyros Dracandopolous (Paul Stassino), arriba a Kenya, on coneix el vell Cocky Wainwright (Edward G. Robinson), el qual cerca diamants. Tots dos es faran amics.

## Context històric i artístic
Setè dels nou llargmetratges del bostonià de pares escocesos Alexander Mackendrick, el qual realitzaria El quintet de la mort (1955) i altres substancioses comédies en els llegendaris Ealing Studios de Londres. Però Sammy va cap al sud, igual que la tanmateix excel·lent Vent a les veles (1965), no té res a veure amb aquelles, ja que pertany al cinema d'aventures i fou rodada en localitzacions naturals africanes.
Sense càrregues sentimentals ni postals turístiques, s'hi narra el viatge iniciàtic d'un adolescent orfe (un recorregut físic i mental) a través del vast continent negre. Del nord-est mediterrani als països de l'Índic, d'Egipte a Sud-àfrica passant pel Sudan i travessant grans serralades, rius i deserts, paratges magníficament fotografiats en Cinemascope per Erwin Hillier, un dels més respectats operadors britànics.
Prenent com a punt de partida la Crisi de Suez del 1956, la pel·lícula exposa algunes dificultats humanes i proposa un sentit cant a la vida, alhora que palesa la magnitud i complexitat geogràfica d'un continent inesgotable. Vibrant i captivadora de principi a fi, la pel·lícula destaca entre el millor cinema d'aventures de tots els temps. Amb setanta anys i el cor molt delicat, l'històric Edward G. Robinson caracteritza el vell aventurer Cocky, mentre que el debutant Fergus McClelland interpreta Sammy, sobre el qual es projecta la imatge d'una adolescència truncada per les adversitats i la tragèdia.
Rodada pel sempre perfeccionista Alexander Mackendrick després de sis anys d'inactivitat professional, el film fracassaria en la seua explotació comercial i, encara avui, és un títol estrany per a les grans audiències.

## Frases cèlebres
| « | "Sammy no necessita ajuda. Només necessita saber que hi ha algú esperant-lo a Durban. Està a punt d'aconseguir-ho, però cal deixar-lo sol. Que es prengui el seu temps." (Edward G. Robinson en el paper del vell Cocky) | » |

## Curiositats
- Edward G. Robinson estava malalt durant la filmació de la pel·lícula i, sortosament, va sobreviure a un accident vascular cerebral que va sofrir mentre rodava a l'Àfrica.[4]
- Constance Cummings va patir ferides en un accident de cotxe durant el rodatge.[4]
- Les escenes entre Sammy i el venedor ambulant sirià al desert es van haver de reduir a petició de la British Board of Film Classification (Consell Britànic de Classificació de Pel·lícules).[4]
- El metratge original de la pel·lícula era de més de tres hores i es va haver d'escurçar a 128 minuts abans de la seua estrena. En conseqüència, la part de Marne Maitland fent de Hassan (l'encarregat del manteniment del bloc d'apartaments on Sammy vivia amb els seus pares) fou eliminada per complet del film.[4]

## Premis
- 1963: Premis BAFTA (nominada a la Millor Fotografia en color).[5]